# Embraze
Embraze ist eine finnische Gothic-Metal-Band aus Kiiminki.

## Geschichte
1994 gründeten Lauri Tuohimaa (Charon, For My Pain…), Ilkka Leskelä, Petri Henell und Mikko Aaltonen ihre Band mit dem Namen Embrace. Schon im nächsten Jahr verließ Aaltonen die Band wieder, für ihn kam Juha Rytkönen. Die erste Demo Allotria wurde aufgenommen und kurz danach schloss sich der Band-Keyboarder Heidi Määttä an. 1996 folgten zwei weitere Demos und die Band gewann einen örtlichen Wettbewerb für Rockbands.
Nach der vierten Demo IV verließen 1997 Juha und Petri die Band und wurden durch Janne Regelin und Janne Räsänen ersetzt. Die Band erhielt eine Plattenvertrag bei Mastervox Records, musste jedoch ihren Namen wegen der englischen Band Embrace ändern und lösten das Problem, indem sie aus dem „c“ ein „z“ machten – neuer Name war nun Embraze. Das Debütalbum Laeh erschien 1998.
1999 verließen auch die Regelin und Räsänen die Band wieder. Das zweite Album Intense erschien im Frühjahr desselben Jahres und nach einiger Zeit zu dritt wurden Gitarrist Markus Uusitalo und Bassist Toni Kaisto in die Band aufgenommen, mussten jedoch 2000 die Band schon wieder verlassen. Als Ersatz wurden Sami Siekkinen und Olli-Pekka Karvonen gefunden.
Da Lauri noch beim Militär war und Heidi Määttä Eternal Tears of Sorrow als Keyboarderin auf deren Europatournee Nightwish und Sinergy begleitete, war eine kurze Pause angesagt. 2001 wurde allerdings mit Endless Journey eine für den europäischen Markt bestimmte Version von Intense veröffentlicht.
Bei Low Frequency Records erschien 2002 das dritte Album Katharsis und die nächste militärbedingte Pause kam.
2004 veröffentlichten Embraze Promo ’04. In der Zwischenzeit arbeitete Lauri Tuohimaa auch bei For My Pain… und stieg bei Charon ein. Da die finnische Thrash-Metal-Band Maple Cross einen Schlagzeuger brauchten, stieg Ilkka Leskelä dort ein und 2005 kam auch Sami Siekkinen dazu. Währenddessen arbeiteten Embraze dennoch an ihrem vierten Album.
2006 wurde im Juli zuerst im Internet der Song Branded als Download angeboten, am 16. August erschien das Album The Last Embrace bei Verikauha Records.

## Diskografie

### Alben
- 1998: Laeh
- 1999: Intense
- 2001: Endless Journey
- 2002: Katharsis
- 2006: The Last Embrace

### Singles
- 1999: Sin, Love and the Devil

### Demos
- 1995: Allotria
- 1996: 96
- 1996: Dragon
- 1997: IV
- 2004: Promo '04